# イタリア国立東洋博物館
イタリア国立東洋博物館（イタリアこくりつとうようはくぶつかん）は、イタリアローマ市内にあるアジア地域一帯の美術工芸品などを集めた博物館。収蔵品を交換したことがある東京国立博物館では、イタリア国立東洋美術館と表現している。

## 概要
パラッツォ・ブランカッチョの一角にあり、西はイスラム美術品から東は日本の美術品まで多様な美術品を収蔵している。日本の古代美術品の多くは1933年から1939年まで駐日イタリア大使を務めた外交官、ジャチント・アウリーチが収集したもの。1960年代にはアウリーチ記念室が設けられて、日本ゆかりの美術品が展示されていたが、手狭なこともあり、2010年代においては多くが美術館の倉庫で眠っている。

## アクセス
- ローマ・テルミニ駅から徒歩10分。メルラーナ通りに面する[3]。